# Ana Lewis
Ana Laura Lewis (* 25. Juni 1993) ist eine argentinische Handballspielerin, die vor allem in der Disziplin Beachhandball erfolgreich ist. Seit 2022 ist sie Mitglied der argentinischen Nationalmannschaft.
Lewis spielt für die Handballabteilung von Club Cumehue de Trelew.
Lewis gehört seit 2022 dem argentinischen Nationalkader an. Sie debütierte für die Mannschaft im Rahmen der Süd- und Mittelamerika-Meisterschaften im brasilianischen Maceió. Wie schon bei der ersten Austragung der noch neuen kontinentalen Meisterschaft drei Jahre zuvor bestritt Argentinien das Finale gegen die Gastgeberinnen aus Brasilien. Erstmals konnte Argentinien in Brasilien gewinnen und damit die Vormachtstellung in Südamerika übernehmen. Der zweite internationale Titelgewinn für Argentinien war damit zugleich der erste für Lewis. Mit dem Sieg war die Qualifikation für die Weltmeisterschaften in Iraklio, Kreta, wie auch für die World Games in Birmingham (Alabama) verbunden. Lewis gehörte für beide Meisterschaften zum erweiterten Aufgebot, wurde aber nicht für die endgültigen Kader aus zehn Spielerinnen berufen.